# Малишев Антон Володимирович
Анто́н Володи́мирович Ма́лишев (рос. Антон Владимирович Малышев; 24 лютого 1985, м. Колпіно, СРСР) — російський хокеїст, правий нападник. Виступає за СКА (Санкт-Петербург) у Континентальній хокейній лізі.  
Вихованець хокейної школи СКА (Санкт-Петербург). Виступав за «Спартак» (Санкт-Петербург), «Кристал» (Саратов), «Авангард» (Омськ), Сибір Новосибірськ. 